# Sac Nicté (Umán)
Sac Nicté es una población del municipio de Umán en el estado de Yucatán localizado en el sureste de México.

## Toponimia
El nombre (Sac Nicté) significa en idioma maya flor blanca y hace referencia a la princesa Sac Nicté.

## Importancia histórica
Tuvo su esplendor durante la época del auge henequenero y emitió fichas de hacienda las cuales por su diseño son de interés para los numismáticos. Dichas fichas acreditan la hacienda como propiedad de Olegario y José Trinidad Molina Solís.

## Demografía
Según el censo de 2005 realizado por el INEGI, la población de la localidad era de 24 habitantes, de los cuales 119 eran hombres y 13 eran mujeres.
| 21                          | 26 | 30 | 24 |
| (Fuente: INEGI [Consultar]) |    |    |    |

## Galería

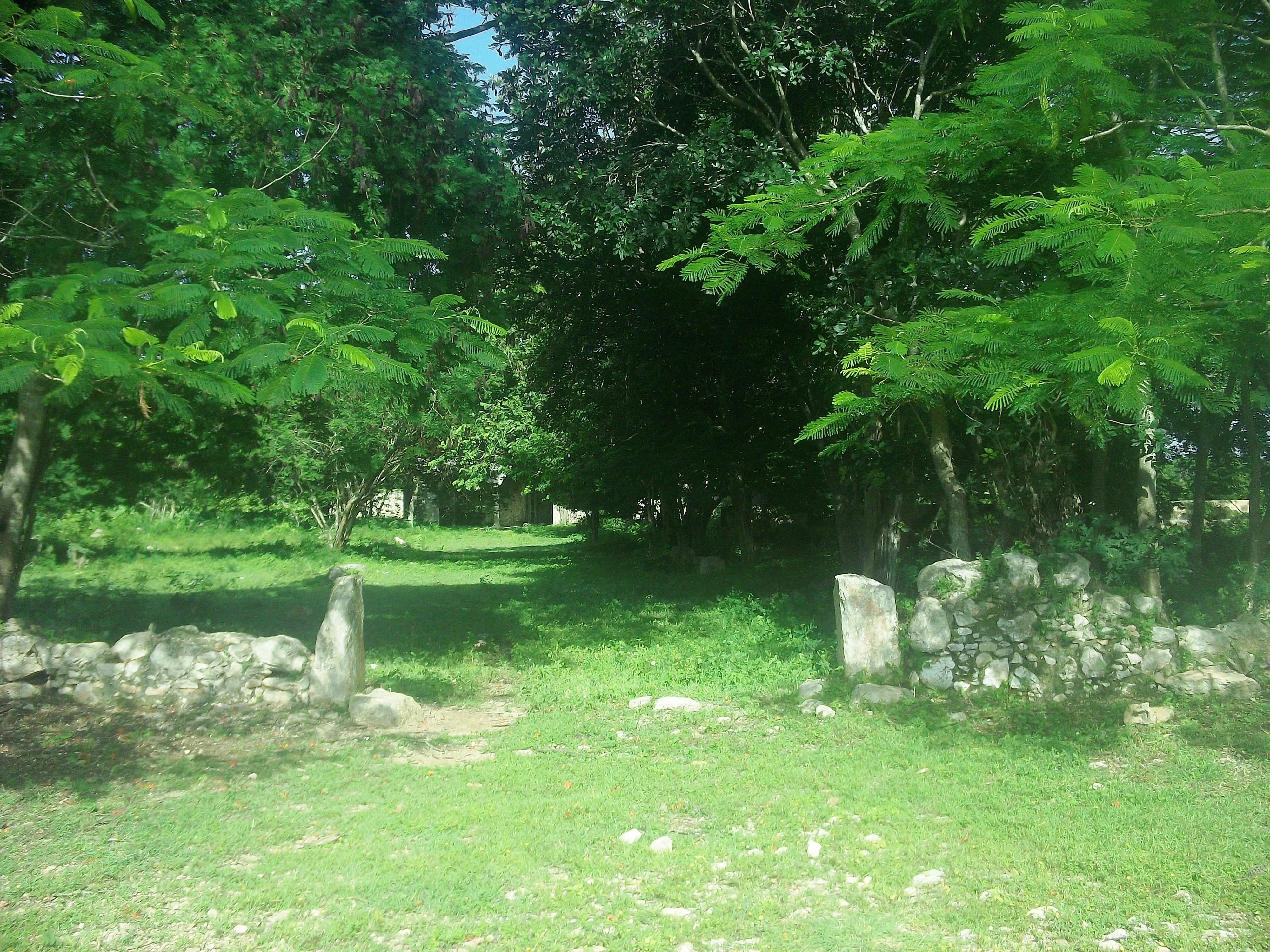
Vista de la hacienda de Sac Nicté.
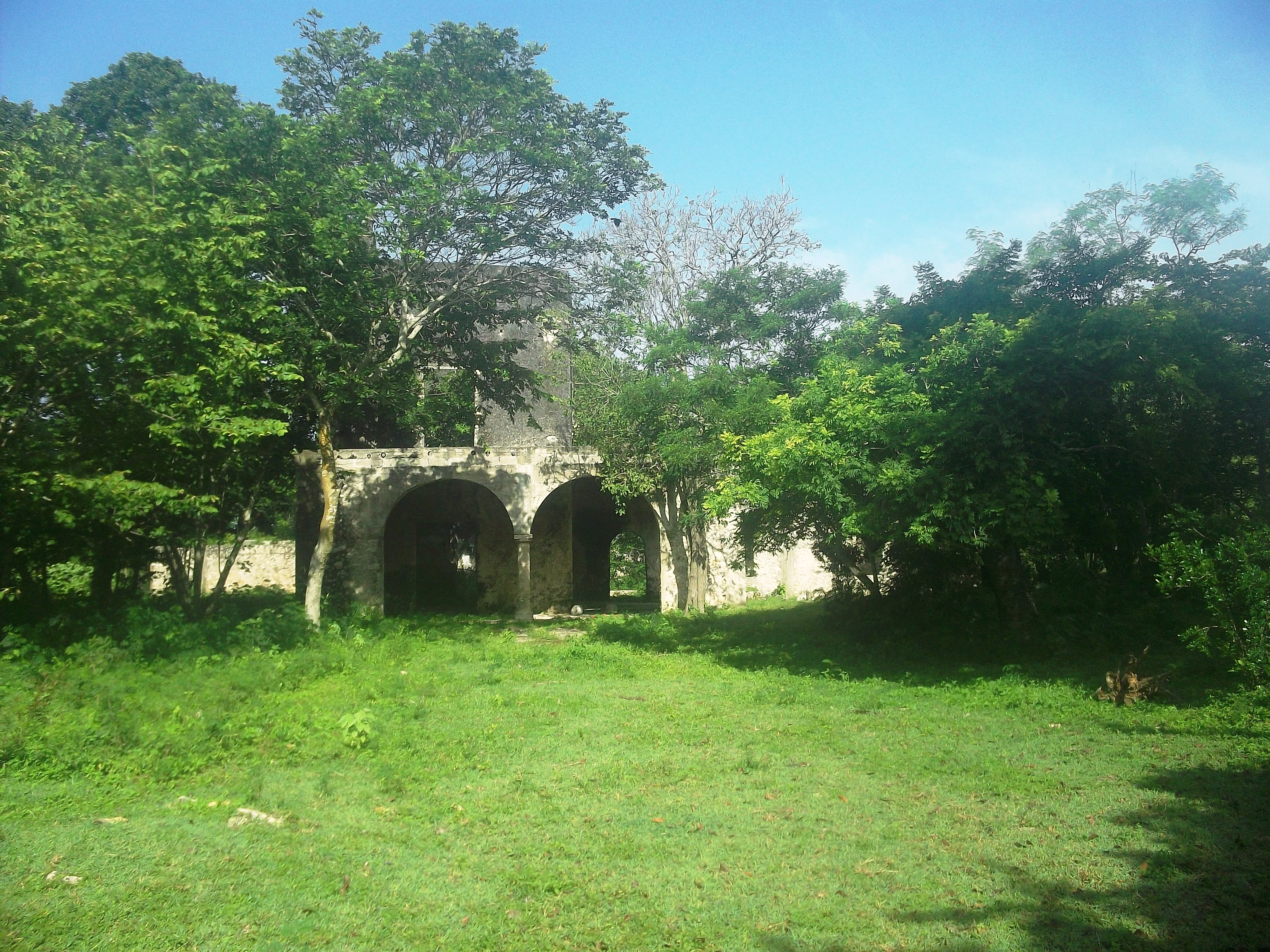
Vista de la hacienda de Sac Nicté.
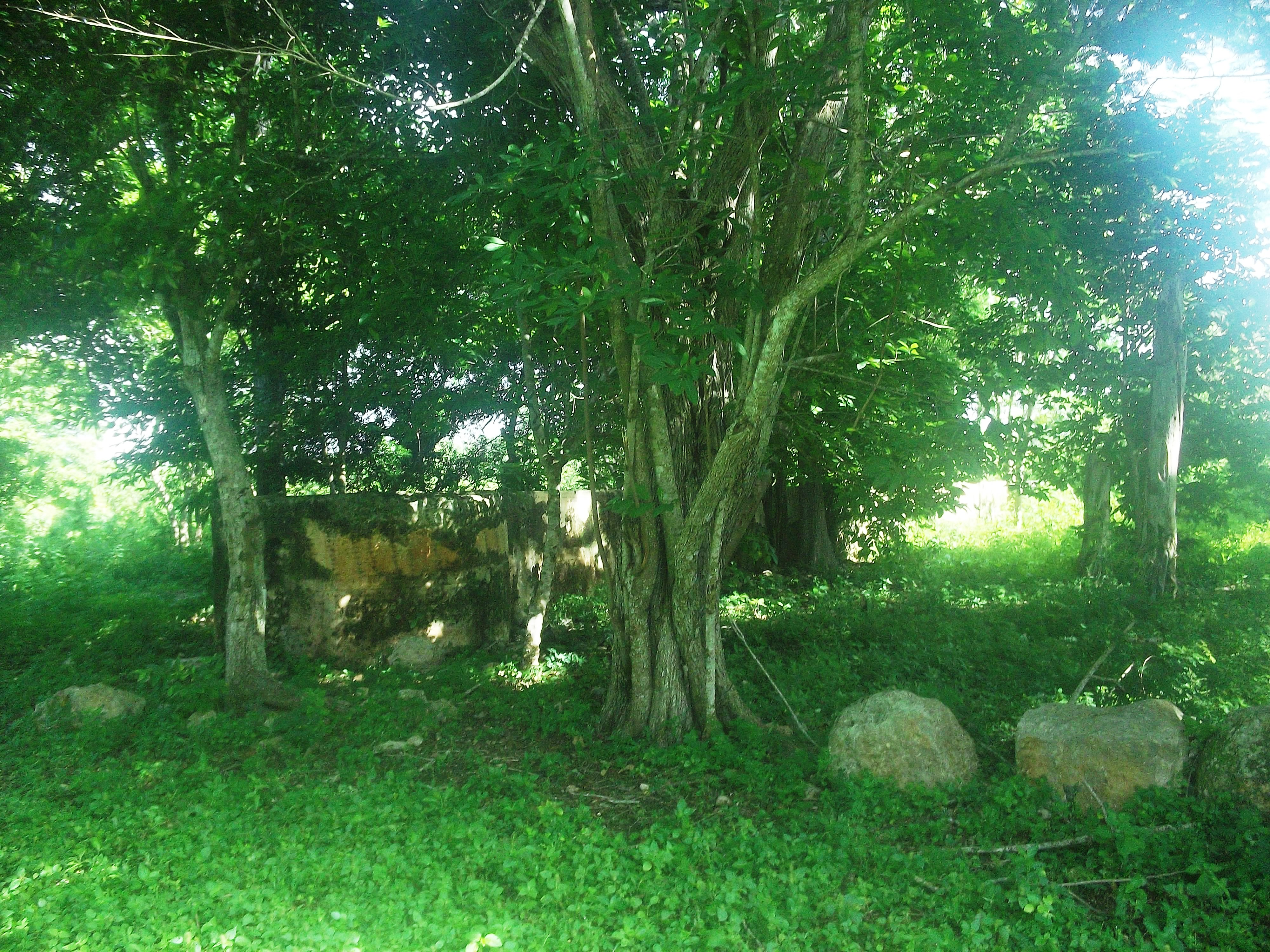
Vista de la hacienda de Sac Nicté.
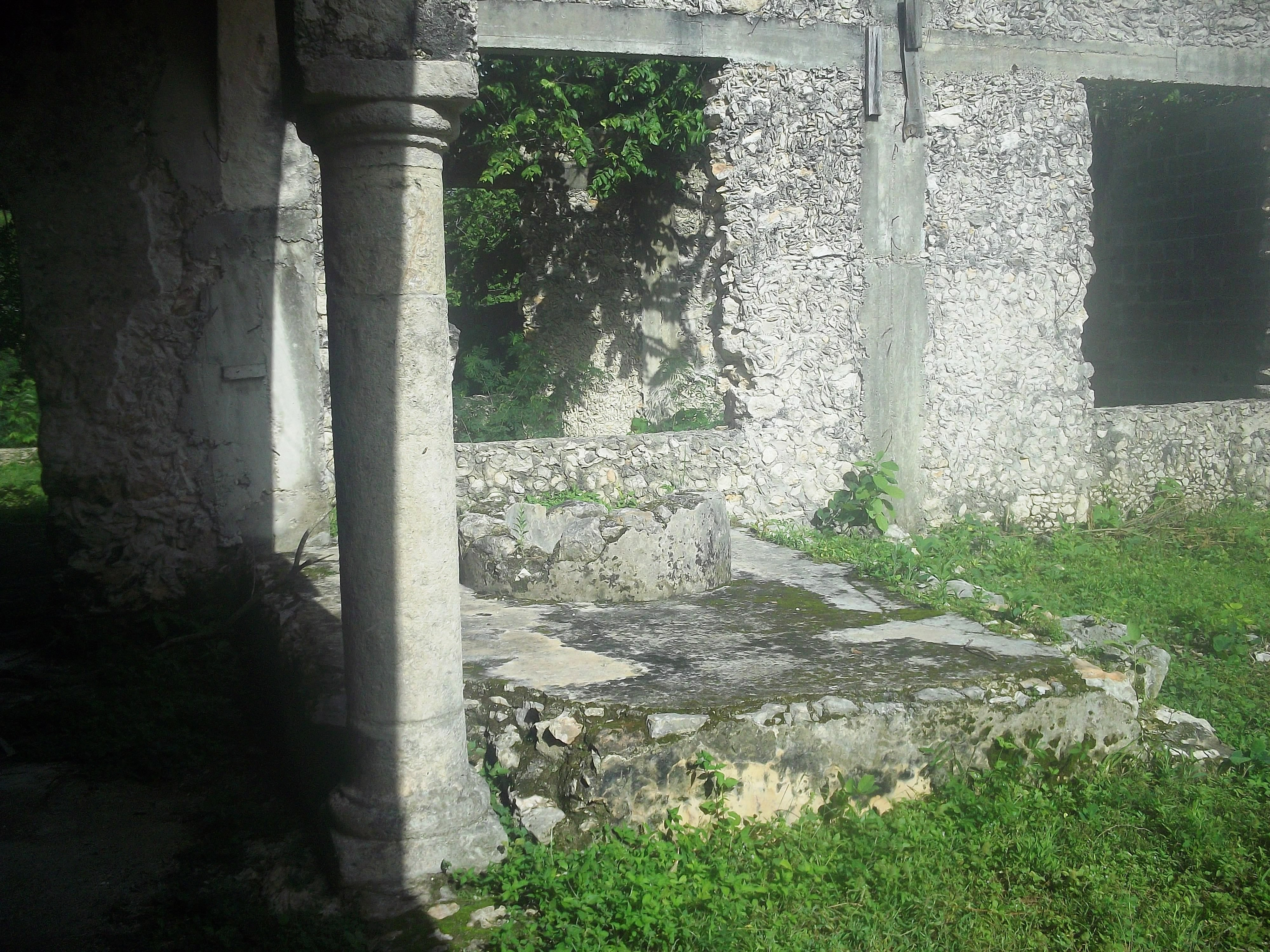
Vista de la hacienda de Sac Nicté.
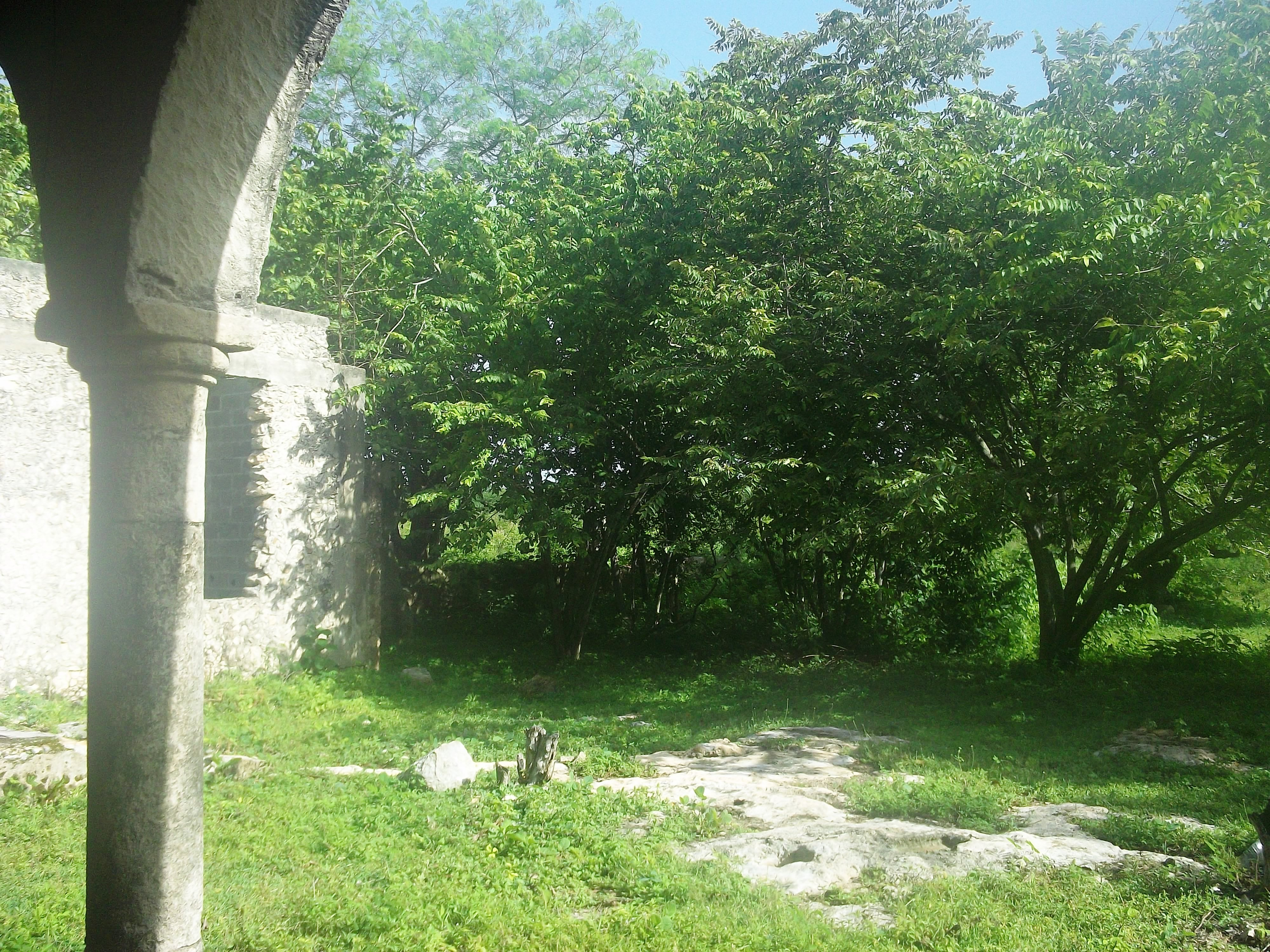
Vista de la hacienda de Sac Nicté.
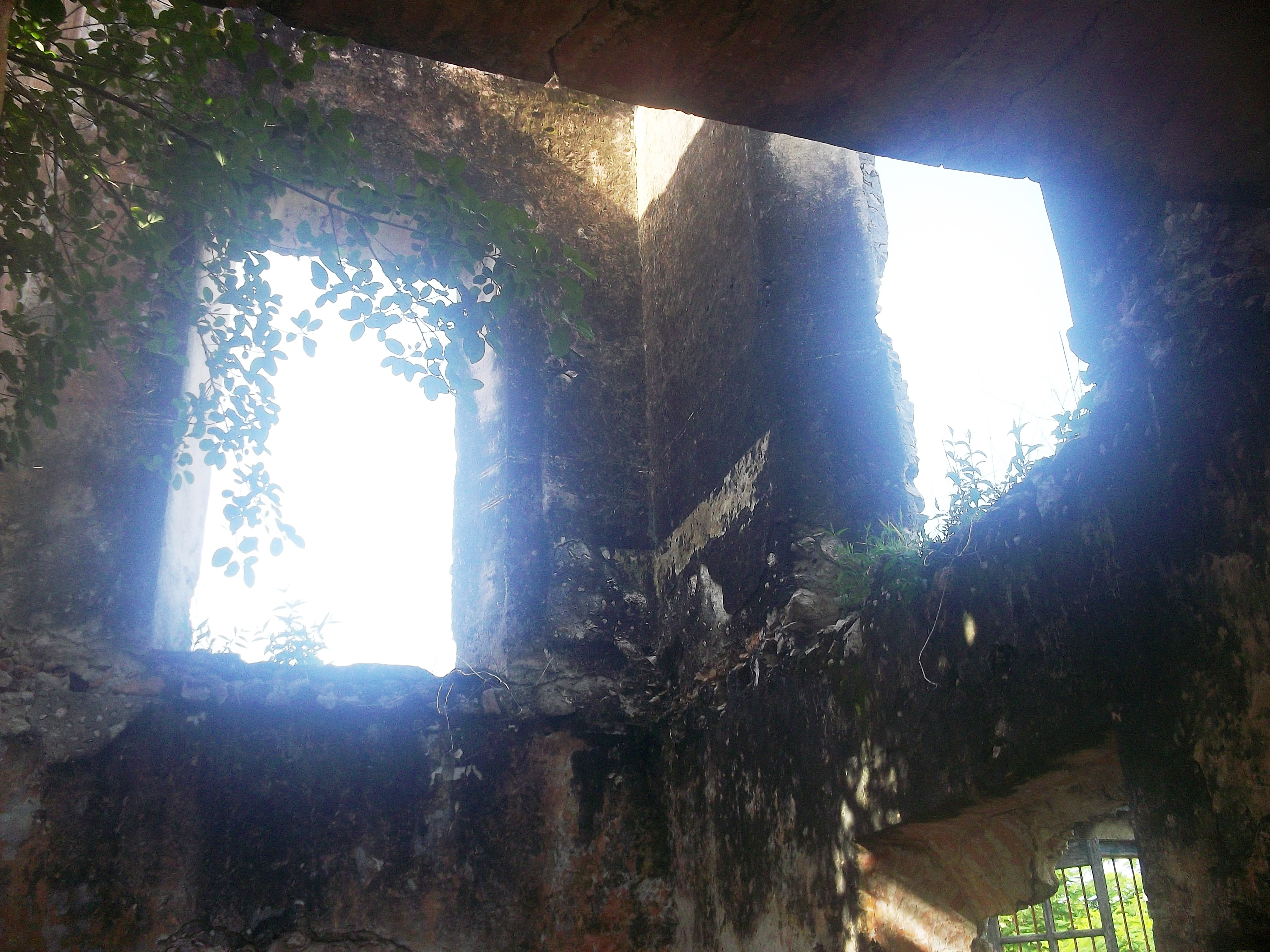
Vista de la hacienda de Sac Nicté.
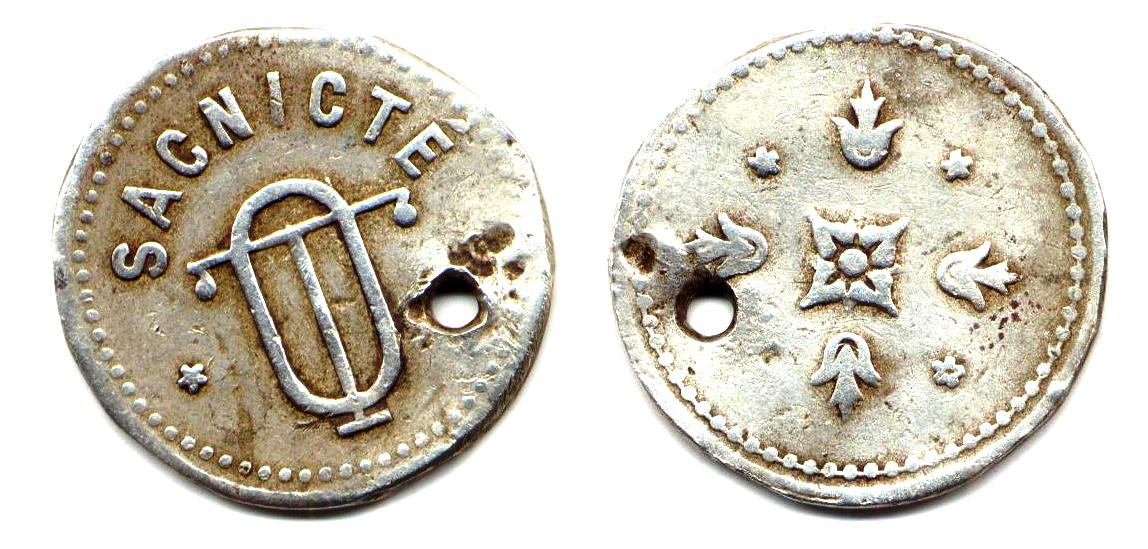
Ficha de pago.